# Vestfjord (Lofoten)

De Vestfjord (Noors: Vestfjorden) is een 155 kilometer lange fjord in de provincie Nordland in Noord-Noorwegen.
De naam betekent letterlijk "de westelijke fjord". Hoewel het een fjord wordt genoemd, kan het in het Nederlands het best worden omschreven als een baai of een stuk open zee.
De Vestfjord loopt vanuit het gebied bij de stad Narvik naar het westen en zuidwesten. De monding van de Vestfjord is ongeveer 80 kilometer breed en loopt ruwweg van de stad Bodø op het vasteland naar de eilanden Røstlandet en Værøy ten noordwesten van Bodø. De Vestfjord is ongeveer 155 kilometer lang, gerekend vanaf Værøy in het zuidwesten tot de vuurtoren van Barøy bij de ingang van de Ofotfjord in het noordoosten. Bij de ingang komen zeer sterke getijdenstromen voor die bekend staan als de Moskstraumen.
De fjord ligt tussen de archipel Lofoten en het district Salten van het vasteland van Noorwegen. In het oosten van de fjord zijn er de hoge en steile bergen van Salten die doorsneden worden door kleinere fjorden. In het westen domineren de bergen van de Lofoten doorsneden door smalle zeestraten tussen de afzonderlijke eilanden. De fjord versmalt gestaag naar het noordoosten.
Sterke wind met zware zeegang is er in de winter niet ongewoon.
De Vestfjord staat van oudsher bekend om kabeljauwvisserij. Meer recentelijk is de winterinvasie van orka's in de binnenste delen van Vestfjord een toeristische attractie geworden.